# 黃斑光胸鰏
黃斑光胸鰏（学名：Photopectoralis bindus）又名黃斑鰏，俗称碗米仔、金錢仔，為鰏科光胸鰏屬的其中一個種。

## 分布
本魚分布於印度太平洋區，包括東非、馬達加斯加、模里西斯、塞席爾群島、亞丁灣、紅海、波斯灣、馬爾地夫、巴基斯坦、印度、斯里蘭卡、孟加拉灣、安達曼海、泰國、越南、馬來西亞、柬埔寨、台灣、中國沿海、日本、韓國、菲律賓、印尼、澳洲、新幾內亞、馬里亞納群島、馬紹爾群島、帛琉、密克羅尼西亞、所羅門群島、諾魯、新喀里多尼亞等海域。

## 深度
水深10至100公尺。

## 特徵
本魚頭部裸出無鱗。側線僅達背鰭基底後端。腹緣的輪廓較背緣突出。標準體長為體高2倍，頭長為眼徑的3.5倍。背部淡黃銀白，散佈著許多蟲紋狀的暗色斑紋；腹部銀白色。背鰭與臀鰭鰭條上具有橙黃色的小點。背鰭硬棘8枚、軟條16枚；臀鰭硬棘3枚、軟條14枚。體長可達15公分。

## 生態
本魚屬於熱帶沿海小型魚，大都棲息於沙泥底沿岸。成群覓食於沙泥底海床。以底棲動物及浮游生物為主食。

## 經濟利用
屬於小型食用魚，美味但多刺，適合煮清湯。